# Dr. Loveless

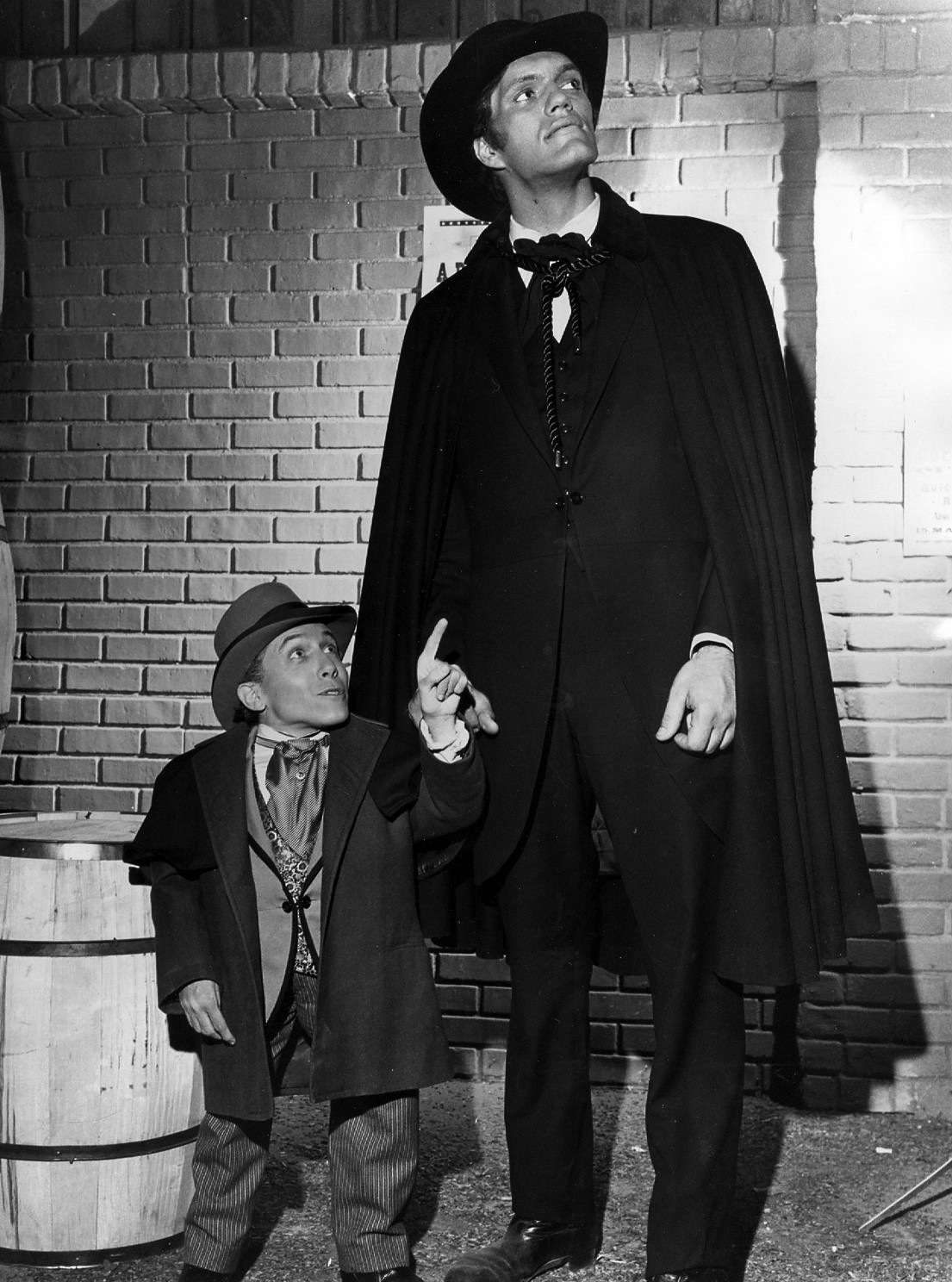
Michael Dunn como el Dr. Loveless (a la izquierda) y Richard Kiel como su secuaz Voltaire, 1966.

Dr. Miguelito Quijote Loveless (en inglés Dr. Miguelito Quixote Loveless) es un personaje, un villano que apareció en 10 episodios de la serie televisiva  The Wild Wild West en la década de 1960. Es un inteligente (pero perverso) enano interpretado por Michael Dunn. Como científico loco, el Dr. Loveless concibió numerosos planes que siempre fueron estropeados por Jim West y Artemus Gordon, agentes del Servicio Secreto de los Estados Unidos, aunque estos nunca lograron capturarlo.
La familia de Loveless había recibido una considerable cesión de tierra en California del virrey de Nueva España. Tales propiedades fueron perdidas (al igual que la de otros mexicanos) tras la intervención estadounidense en México y posterior anexión de California a los Estados Unidos de América. Su objetivo original era recuperar las propiedades de su familia y crear un santuario donde los desprotegidos (financieramente y, como el mismo, físicamente) pudiesen vivir sin el desprecio y acoso de la sociedad. A lo largo de la serie fue creciendo su megalomanía.
Loveless fue creado por el escritor John Kneubuhl después de leer en una revista sobre Dunn. El personaje fue presentado en el episodio "The Night the Wizard Shook The Earth" en 1965 como tercer episodio de la serie (aunque fue el sexto en la producción). Loveless fue un éxito inmediato y Dunn apareció en 10 episodios de las cuatro temporadas. Kneubuhl escribió cinco de ellos. 
Loveless fue conocido como un genio de la tecnología, produciendo artefactos adelantados a su época. En la primera temporada fueron inventos más prácticos como el tubo de rayos catódicos, el aeroplano y el LSD. En la segunda temporada sus inventos fueron más fantásticos como polvo capaz de empequeñecer a quien lo ingiera y un artefacto que permite a las personas entrar en los cuadros. 
Según el telefilme The Wild Wild West Revisited en 1979, Loveless falleció en 1880 lleno de odio y frustración después de ver sus planes arruinados siempre por West y Gordon. (Michael Dunn falleció en 1973.) Como resultado, Michelito, hijo de Loveless, (interpretado por Paul Williams) busca venganza contra los agentes.

## Cómplices
Dr. Loveless al principio tenía dos acompañantes: el enojón Voltaire (Richard Kiel) y la bella cantante Antoinette (Phoebe Dorin). Voltaire desapareció después del tercer encuentro con los agentes y Antoinette después del sexto. Sin embargo, dejaron notable impresión en la audiencia en el libro de historietas de 1990 en Millennium Publications, una secuela en vez de una adaptación para el programa de televisión escrito por Mark Ellis con arte de Darryl Banks, incluyendo ambos personajes.

## Otras versiones
Loveless fue adaptado para la película de 1999 llamada Wild Wild West como el Dr. Arliss Loveless, interpretado por Kenneth Branagh. En la versión de Branagh fue un viejo ingeniero militar de la Confederación, que perdió la mayor parte de su cuerpo inferior en un accidente de explosión. Debido a la doble amputación usaba una silla de rueda movida por una máquina de vapor. Loveless estaba resentido por la derrota sureña y pretendía desmembrar los Estados Unidos para regresar las tierras a las potencias europeas que las poseían, así como restaurar a México los territorios perdidos, manteniendo una parte al norte para su propio provecho. Como parte de su historia, inventó un tanque para masacrar a la población de una colonia de esclavos liberados, entre ellos los padres de Jim West (Will Smith). La película finaliza cuando West arroja a Loveless con su silla a un precipicio.